# Donald Sumpter
Donald Sumpter (Brixworth, 13 de febrero de 1943) es un actor inglés, reconocido por su trabajo en cine y televisión desde mediados de la década de 1960. Apariciones notables incluyen las películas The Constant Gardener (2005), K-19: The Widowmaker (2002) y Enigma (2001).

## Filmografía

### Cine
| Año  | Título                                | Papel                             | Notas |
| ---- | ------------------------------------- | --------------------------------- | ----- |
| 1968 | The Window Cleaner                    | David                             |       |
| 1968 | The Lost Continent                    | Sparks                            |       |
| 1969 | Night After Night After Night         | Pete Laver                        |       |
| 1970 | Groupie Girl                          | Steve                             |       |
| 1970 | The Walking Stick                     | Max                               |       |
| 1971 | Bleak Moments                         | Amigo de Norman                   |       |
| 1971 | Sunday Bloody Sunday                  | Invitado a la fiesta              |       |
| 1974 | Stardust                              | Productor                         |       |
| 1977 | Hardcore                              | Mark                              |       |
| 1977 | The Black Panther                     | Donald Neilson                    |       |
| 1979 | Meetings with Remarkable Men          | Pogossian                         |       |
| 1983 | Curse of the Pink Panther             | Dave                              |       |
| 1990 | Rosencrantz and Guildenstern are Dead | Claudius                          |       |
| 1992 | Méchant garçon                        | Michael                           |       |
| 1993 | Being Human                           | Salgedo                           |       |
| 1995 | Richard III                           | Brackenbury                       |       |
| 1997 | Tangier Cop                           | Ahmed Yaasin                      |       |
| 2001 | Enigma                                | Leveret                           |       |
| 2001 | The Point Men                         | Benni Baum                        |       |
| 2002 | K-19: The Widowmaker                  | Dr. Gennadi Savran                |       |
| 2005 | The Constant Gardener                 | Tim Donohue                       |       |
| 2007 | Eastern Promises                      | Yuri                              |       |
| 2009 | God & Lucy                            | God                               | Corto |
| 2010 | Among Us                              | Man on bench                      |       |
| 2010 | Ultramarines: The Movie               | Pythol                            | Voz   |
| 2011 | The Girl with the Dragon Tattoo       | Detective Inspector Gustaf Morell |       |
| 2014 | Bypass                                | Abuelo                            |       |
| 2015 | In the Heart of the Sea               | Paul Macy                         |       |
| 2016 | The Knackerman                        | Ron                               | Corto |
| 2017 | The Man Who Invented Christmas        | Jacob Marley                      |       |

### Televisión
| Año       | Título                                        | Papel                    | Notas        |
| --------- | --------------------------------------------- | ------------------------ | ------------ |
| 1966      | The Wednesday Play                            | Soldado                  | 1 episodio   |
| 1967      | Softly Softly                                 | Ted Reece                | 1 episodio   |
| 1967      | Love Story                                    |                          | 1 episodio   |
| 1967      | Z-Cars                                        | Dave Caller              | 2 episodios  |
| 1968      | Doctor Who                                    | Enrico Casali            | 6 episodios  |
| 1968      | Sanctuary                                     | Lee                      | 1 episodio   |
| 1969      | ITV Saturday Night Theatre                    | Leary                    | 1 episodio   |
| 1969      | The First Churchills                          | Lord Cutts               | 1 episodio   |
| 1970      | Mad Jack                                      | Wilmot                   |              |
| 1970      | The Adventures of Don Quick                   | Gezool                   | 1 episodio   |
| 1972      | Doctor Who                                    | Comandante Ridgeway      | 3 episodios  |
| 1972      | Armchair Theatre                              | Dellow                   | 1 episodio   |
| 1973      | Barlow at Large                               | Jim Page                 | 1 episodio   |
| 1973      | Hadleigh                                      | Tony                     |              |
| 1975      | Centre Play                                   | Johnny                   | 1 episodio   |
| 1975      | Sadie, It's Cold Outside                      | Plomero                  | 1 episodio   |
| 1975      | Quiller                                       | Hudson                   | 1 episodio   |
| 1975      | Softly Softly                                 | George Hartley           | 1 episodio   |
| 1977      | Jesus of Nazareth                             | Aram                     |              |
| 1977      | Seven Faces of Woman                          | Joe Belladona            | 1 episodio   |
| 1977      | Play for Today                                | Spalding                 | 1 episodio   |
| 1977      | The Children of the New Forest                | Ned Corbould             |              |
| 1978      | Crown Court                                   |                          | 1 episodio   |
| 1978      | Target                                        | Heslop                   | 1 episodio   |
| 1978      | Les miserables                                | Agente                   |              |
| 1979      | The Other Side                                |                          | 1 episodio   |
| 1980      | Shoestring                                    | Stanley Reeves           | 1 episodio   |
| 1981      | BBC Television Shakespeare Antony & Cleopatra | Sextus Pompeius          |              |
| 1981      | The Rose Medallion                            | Harry                    |              |
| 1982      | The Brack Report                              | Paul Brack               |              |
| 1983      | Bergerac                                      | Roscoe                   | 1 episodio   |
| 1984      | Minder                                        | Sudbury                  | 1 episodio   |
| 1985      | Time Trouble                                  |                          |              |
| 1985      | Oscar                                         | Clibborn                 | 1 episodio   |
| 1985      | Bleak House                                   | Nemo                     | 2 episodios  |
| 1985–1986 | Big Deal                                      | Ronnie Day               | Recurrente   |
| 1986      | Boon                                          | Jack Evans               | 2 episodios  |
| 1989      | Bergerac                                      | Harry Tilson             | 1 episodio   |
| 1990      | Ruth Rendell Mysteries                        | Edward Peveril           | 3 episodios  |
| 1991      | Aimée                                         | Frank                    |              |
| 1992      | Agatha Christie's Poirot                      | Alexander Bonaparte Cust | 1 episodio   |
| 1992      | The Blackheath Poisonings                     | Insp. Titmarsh           |              |
| 1993      | The Buddha of Suburbia                        | Matthew Pyke             |              |
| 1993      | The Bill                                      | Grant                    | 1 episodio   |
| 1994      | Grushko                                       | Kartashov                |              |
| 1994      | Drop the Dead Donkey                          | Inspector                | 1 episodio   |
| 1994      | Between the Lines                             | Milan                    | 2 episodios  |
| 1995–2000 | The Queen's Nose                              | Ginger                   | Recurrente   |
| 1996      | Our Friends in the North                      | Harold Chapple           | Recurrente   |
| 1996      | Cold Lazarus                                  | Dr. Rawl                 | 2 episodios  |
| 1998      | Bombay Blue                                   | John Mayberry            |              |
| 1999      | Great Expectations                            | Compeyson                |              |
| 2000      | Dalziel and Pascoe                            | Gus Mullavey             | 1 episodio   |
| 2001      | In Deep                                       | Keith Sullivan           | 1 episodio   |
| 2001      | The Life and Adventures of Nicholas Nickleby  | Sr. Brooker              |              |
| 2002      | The Estate Agents                             | Sr. Love                 | 1 episodio   |
| 2003      | Serious and Organised                         | Jimmy Fisk               | 1 episodio   |
| 2003      | A Touch of Frost                              | Maynard                  | 1 episodio   |
| 2003      | Ultimate Force                                | General Harkin           | 1 episodio   |
| 2003      | The Bill                                      | Archie Foster            | 2 episodios  |
| 2003      | Seven Wonders of the Industrial World         | Farrington               | 1 episodio   |
| 2003      | Holby City                                    | Jay Miller               | 1 episodio   |
| 2004      | Midsomer Murders                              | Tim Settingfield         | 1 episodio   |
| 2004      | The Last Detective                            | Alfie Clemens            | 1 episodio   |
| 2005      | Rose and Maloney                              | Ronnie Johnson           | 1 episodio   |
| 2006      | Eleventh Hour                                 | Richard Adams            | 1 episodio   |
| 2006      | The Chatterley Affair                         | Sr. Gerald Gardiner      |              |
| 2006      | Ørnen: En krimi-odyssé                        | Aca Popov / Milan Nacuk  | 2 episodios  |
| 2006      | The Bill                                      | Alfie Sutton             | 1 episodio   |
| 2006      | Dracula                                       | Alfred Singleton         |              |
| 2007      | Fallen Angel                                  | Simon Martlesham         |              |
| 2007      | Holby City                                    | William Chase            | 1 episodio   |
| 2008      | Heist                                         | King Edward              |              |
| 2008      | Heroes and Villains                           | Garnier                  | 1 episodio   |
| 2008      | Taggart                                       | Alex Sternwood           | 1 episodio   |
| 2008      | New Tricks                                    | Bobby 'Tar' Mcadam       | 1 episodio   |
| 2008      | Tess of the d'Urbevilles                      | Parson Tringham          |              |
| 2008      | Einstein and Eddington                        | Max Planck               |              |
| 2009      | Into the Storm                                | Lord Halifax             |              |
| 2009      | The Sarah Jane Adventures                     | Erasmus Darkening        | 2 episodios  |
| 2009–2010 | Being Human                                   | Kemp                     | Recurrente   |
| 2010      | Spooks                                        | Stephen Kirby            | 1 episodio   |
| 2010      | Merlin                                        | Rey pescador             | 1 episodio   |
| 2011      | The Suspicions of Mr Whicher                  | Peter Edlin              |              |
| 2011      | Black Mirror                                  | Julian Hereford          | 1 episodio   |
| 2011–2012 | Game of Thrones                               | Maester Luwin            | 14 episodios |
| 2012      | Wallander                                     | Fredrik Thorson          | 1 episodio   |
| 2012      | The Secret of Crickley Hall                   | Gordon Pyke              | 2 episodios  |
| 2013      | The Mill                                      | Samuel Greg              |              |
| 2013      | Atlantis                                      | Tiresias                 | 1 episodio   |
| 2014      | New Worlds                                    | Sidney                   | 2 episodios  |
| 2014      | One Child                                     | Jim Ashley               |              |
| 2014      | Quirke                                        | Josh Crawford            | 1 episodio   |
| 2015      | Coalition                                     | Paddy Ashdown            | Telefilme    |
| 2015      | Jekyll and Hyde                               | Garson                   |              |
| 2015      | Doctor Who                                    | Presidente (Rassilon)    | 1 episodio   |
| 2017      | Peaky Blinders                                | Arthur Bigge             | 2 episodios  |
| 2018      | Endeavour                                     | Emil Valdemar            | 1 episodio   |
| 2018      | 12 Monkeys                                    | Seer                     | 3 episodios  |
| 2018      | Les Misérables                                | Monsieur Mabeuf          | 3 episodios  |
| 2019      | Chernobyl                                     | Zharkov                  | 2 episodios  |